# Флаг Зеленоборского
Флаг муниципального образования городское поселение Зеленоборский Кандалакшского района Мурманской области Российской Федерации — опознавательно-правовой знак, служащий официальным символом муниципального образования. Утверждён 2 июля 2015 года.

## Описание
Прямоугольное двухстороннее полотнище с отношением ширины к длине 2:3, воспроизводящее фигуры из герба городского поселения Зеленоборский, выполненные синим, белым, зеленым и красным цветом. Оборотная сторона флага является зеркальным отображением его лицевой стороны.

## Обоснование символики
Фигуры флага символически представляют основные особенности поселения:
- Зелёная ель — символически указывает на название посёлка и всего поселения, а так же аллегорически указывает на градообразующие предприятия: Нотозерский леспромхоз и Ковдорский лесхоз.
- Синие края со скошенным верхом — символ потоков падающей воды с верхнего бьефа Княжегубской ГЭС.
- Красная полоса — символ энергии, вырабатываемой ГЭС.
- Чайка и лазоревая оконечность — символы расположения поселения на берегу Кандалакшского залива Белого моря и близость Кандалакшского заповедника.

Аналогично описанию герба поселения цвета флага и фигур символизируют:
- Синий — возвышенные устремления, искренность, преданность, возрождение;
- Красный — труд, мужество, жизнеутверждающие силы, красоту, праздник;
- Белый — чистоту, открытость, божественную мудрость, примирение;
- Зелёный — весну, природу, здоровье, молодость, надежду.